# Pogačnikov dom na Kriških podih
Pogačnikov dom na Kriškich podach (słoweń. Pogačnikov dom na Kriških podih) – schronisko turystyczne, które leży na dolnym skraju krasowego płaskowyżu Kriški podi, w pobliżu trzech górskich jezior i jest ulubionym punktem wyjściowym licznych wycieczek górskich. PD (Towarzystwo Górskie) Radovljica zaczęło je budować w 1948, otwarte zaś było 7 października 1951. Nosi imię ówczesnego wiceprezesa Słoweńskiego Związku Górskiego, Jože Pogačnika (19217-1951), naczelniku komisji gospodarczej i pomysłodawcy budowy schroniska, który poniósł śmierć w wypadku w Mlinaricy, w drodze na otwarcie schroniska. W 1973 dobudowano przybudowę z sanitariatami, umywalniami i pralnią oraz odnowiono wnętrze. W 1983 pociągnięto z Zadnjicy towarową kolejkę linową, która została w latach 2001 - 2003 odnowiona. 15 września 1985 na górnej stacji obok schroniska został otwarty biwak z izbą zimową. Od 1993 jest zasięg GSM. W 2004 wyremontowano poddasze i wymieniono dach.
Schronisko działa od 1 lipca do ostatniej niedzieli września. W pomieszczeniu dla gości jest 45 miejsc i kontuar. W 5 pokojach jest 37 łóżek, w trzech wspólnych noclegowniach zaś 22 miejsca. W schronisku są jeszcze WC i umywalnia, woda bieżąca, ogniwa fotowoltaiczne i agregat prądotwórczy. Przestrzeń dla gości jest ogrzewana piecem. W izbie zimowej jest 20 miejsc i piecyk.
Schroniskiem zarządza PD Radovljica.

## Dostęp
- z Trenty (dolina Zadnjica), przez dolinę Belego Potoku (4-5h)
- z Aljaževego domu we Vratach (1015 m) przez Sovatną (4h)
- z Kočy v Krnici (1113 m) przez Krišką Ścianę (Kriška stena) (4-5h)
- z Vršiča południowymi zboczami Prisojnika, przez zachodnią ścianę Razora i przełęcz Preval (6 do 7h)
- z Kranjskiej Gory koło schroniska w Krnicy, przez Krišką Ścianę (6 do 7h)

## Szlaki turystyczne
- na Pihavec 1,15 h
- na Razor (2601 m) przez przełęcze Preval 2h
- na Križ (2410m) 1,30h
- na Stenar (2501m) 2h
- na Bovški Gamsovec (2392 m) przez przełęcz Vrata (Wrota) 1h 15 min
- na Škrlaticę (2738m) przez zbocza nad Zgornjim (górnym) Kriškim jeziorem, Dovšikego Gamsovca i Dolkovej špicy 4h